# Onion Studios
Onion Studios é uma conhecida empresa de computação gráfica brasileira.
A Onion surgiu da parceria do jovem diretor Luis Carone e Ricardo Bardal no trabalho de computação gráfica para comerciais e longas-metragens estrangeiros. A experiência da dupla como free-lancers em grandes produtoras de CG do Brasil (Vetor Zero, Lobo, AdStudios) e estrangeiras (The Mill) viabilizou os primeiros filmes em cinema com direção de Luis Carone.
Em 2005 a OnionStudios recebeu 6 indicações no MTV Video Music Brasil, vencendo três. A visibilidade da premiação, que incluiu Melhor Direção, chamou de vez a atenção do mercado publicitário para o diretor Luis Carone. Veio, então, uma necessária reestruturação. Ricardo Laganaro se juntou à casa, trazendo a bagagem e o conhecimento em produção cinematográfica acumulados em anos como assistente de direção de grandes diretores do mercado publicitário. Por fim, a Onion Studios revelou mais um jovem diretor vindo dos curta-metragens: Paulinho Caruso.
Juntos os diretores da Onion Studios somaram 11 indicações no VMB 2006 (incluindo duas de melhor direção), levando 4 estatuetas para casa. 